# Menella regularis
Menella regularis är en korallart som först beskrevs av Kükenthal 1909.  Menella regularis ingår i släktet Menella och familjen Plexauridae. Inga underarter finns listade i Catalogue of Life.